# Yúliya Lózhechko
Yúliya Alexándrovna Lózhechko (en ruso: Юлия Александровна Ложечко; Briansk, 14 de diciembre de 1989) es una deportista rusa que compitió en gimnasia artística. Ganó tres medallas en el Campeonato Europeo de Gimnasia Artística entre los años 2005 y 2007.

## Palmarés internacional
| Campeonato Europeo | Campeonato Europeo       | Campeonato Europeo | Campeonato Europeo   |
| Año                | Lugar                    | Medalla            | Prueba               |
| ------------------ | ------------------------ | ------------------ | -------------------- |
| 2005               | Debrecen (Hungría)       | Medalla de bronce  | Concurso individual  |
| 2006               | Volos (Grecia)           | Medalla de bronce  | Concurso por equipos |
| 2007               | Ámsterdam (Países Bajos) | Medalla de oro     | Barra                |